# 伯尔格尔 (奥迪沙邦)
伯尔格尔（Bargarh），是印度奥迪沙邦伯尔格尔县的一个城镇。总人口63651（2001年）。

## 人口
该地2001年总人口63651人，其中男性33074人，女性30577人；0—6岁人口7254人，其中男3758人，女3496人；识字率72.05%，其中男性为78.80%，女性为64.76%。